# Forma dźwiękowa prozy polskiej i wiersza polskiego (monografia)
Forma dźwiękowa prozy polskiej i wiersza polskiego – monografia Kazimierza Wóycickiego z dziedziny teorii wiersza, opublikowana w 1912.

## Charakterystyka ogólna
Książka Wóycickiego jest pozycją dosyć obszerną. Liczy prawie dwieście pięćdziesiąt stron. Dzieli się na dwie części, zatytułowane Proza i Wiersz. Zostały w niej szczegółowo omówione zagadnienia rytmu, metrum i eufonii (instrumentacji głoskowej) w polskiej prozie i poezji. Wóycicki zajął się między innymi relacją między antycznym heksametrem daktylicznym a heksametrem polskim.

## Wznowienie
Monografia została wznowiona w 1960 ze wstępem Stanisława Furmanika. We wprowadzeniu do dzieła Furmanik stwierdził, że studium Wóycickiego wyznacza początek polskich badań wersologicznych. Tym samym przyznał omawianemu dziełu status pozycji o znaczeniu historycznym. Furmanik powoływał się zresztą na autorytet Wóycickiego, zabierając głos w dyskusji toczonej na temat polskiego sylabotonizmu, którą rozpoczął Kazimierz Budzyk książką Spór o polski sylabotonizm.

## Znaczenie
Zdaniem Piotra Gierowskiego książka Kazimierza Wóycickiego stała się fundamentem rozwoju polskiej teorii wiersza. Badacz podkreśla, że praca ta mieści się w głównym nurcie strukturalizmu. Jak zauważa Gierowski, Wóycicki wyprzedzał późniejszych strukturalistów w kwestii podstawowej, to znaczy w postrzeganiu dzieła literackiego właśnie jako struktury, w której ramach wszystkie elementy mają swoje miejsce i funkcję. Studium Wóycickiego docenił jeden z głównych przedstawicieli praskiej szkoły strukturalnej Roman Jakobson. Książka Wóycickiego jest wymieniana jako jedna z najważniejszych polskich prac z dziedziny wersologii, obok dzieł Jana Łosia, Marii Dłuskiej i Lucylli Pszczołowskiej.